# 高贞泰
高贞泰，渤海国官员，高氏。
渤海宣王建兴五年（唐穆宗長慶三年、日本弘仁十四年、823年）冬，奉宣王大仁秀之命出使日本，任大使，同行百人。十一月，至加贺登陆。建兴六年（唐长庆四年、日本天長元年、824年）四月，由越前守臣代为向淳和天皇进献信物。因日本连年款收，人民穷困，朝廷苦于迎送，高贞泰没有获允进入平安京，于是回国。